# Wrony Nowe
Wrony Nowe ist eine Siedlung in der polnischen Woiwodschaft Ermland-Masuren und gehört zur Gmina Giżycko (Landgemeinde Lötzen) im Powiat Giżycki (Kreis Lötzen).
Wrony Nowe liegt im nördlichen Osten der Woiwodschaft Ermland-Masuren, sieben Kilometer südwestlich der Kreisstadt Giżycko (Lötzen). Erst seit dem 28. März 1996 trägt der kleine Ort diesen Namen. Seine Lage entspricht ungefähr dem des Gutes der einstigen Gemeinde Groß Wronnen (1938 bis 1945 Großwarnau, polnisch Wrony), was für seine Geschichte vor 1945 die Verbindung zur Historie ebendieser Gemeinde bedeutet.
Wrony Nowe gehört zum Schulzenamt (polnisch sołectwo) Wrony und ist eine Ortschaft innerhalb der Gmina Giżycko im Powiat Giżycki.
Kirchlich ist Wrony Nowe zur katholischen Pfarrei in Kamionki (Kamionken, 1928 bis 1945 Steintal) im Bistum Ełk (Lyck) der Römisch-katholischen Kirche in Polen bzw. zur Evangelischen Pfarrkirche Giżycko in der Diözese Masuren der Evangelisch-Augsburgischen Kirche in Polen hin orientiert.
Verkehrstechnisch liegt Wrony Nowe sehr günstig an der bedeutenden polnischen Woiwodschaftsstraße DW 592 (ehemalige deutsche Reichsstraße 135), die die drei Kreisstädte Bartoszyce (Bartenstein), Kętrzyn (Rastenburg) und Giżycko (Lötzen) miteinander verbindet. Außerdem endet eine Nebenstraße aus nördlicher Richtung von Kamionki (Kamionken, 1928 bis 1945 Steintal) über Bogacko (Bogatzko, 1938 bis 1945 Rainfeld) in Wrony Nowe.
Eine Bahnanbindung besteht über die Bahnstation Sterławki Małe (Klein Stürlack) an der Bahnstrecke Głomno–Białystok.